# Bulldogs de South Carolina State
Les Bulldogs de South Carolina State (en anglais : South Carolina State Bulldogs) sont le club omnisports universitaire de l’université d'État de Caroline du Sud à Orangeburg en Caroline du Sud.